# Basilia truncata
Basilia truncata är en tvåvingeart som beskrevs av Oskar Theodor 1966. Basilia truncata ingår i släktet Basilia och familjen lusflugor. Inga underarter finns listade i Catalogue of Life.